# Асилгужино
Асилгу́жино (рос. Асылгужино) — присілок (у минулому село) у складі Кігинського району Башкортостану, Росія. Входить до складу Арслановської сільської ради.
Населення — 223 особи (2010; 227 в 2002).
Національний склад:
- башкири — 95 %

Стара назва — Асолгужино.